# Ацетилхолін
Ацети́лхолі́н, скорочено АХ (англ. ACh) — хімічна речовина, естер оцтової кислоти та холіну, нейромедіатор як у периферичній, так і у центральній нервовій системі багатьох живих організмів, включаючи людину. Перший відкритий фізіологами нейротрансмітер.

## Хімічні властивості
Ацетилхолін — це естер оцтової кислоти та холіну з хімічною формулою CH3COOCH2CH2N+(CH3)3.
За систематикою IUPAC має назву 2-(ацетилокси)-N, N,N-триметилетанамін (лат. 2-(acetyloxy)-N,N,N-trimethylethanaminium).

## Фізіологічна роль
Є нейромедіатором, який передає нервове збудження через синаптичну щілину у парасимпатичній нервовій системі.
Зв'язування ацетилхоліну з ацетилхоліновим рецептором на волокнах посмугованих м'язів відкриває канали у мембрані. Йони натрію заходять до саркоплазми волокна, викликаючи появу потенціалу дії і стимулюючи м'язове скорочення. Ацетилхолін є збудливим медіатором у головному мозку. Травні залози, що отримують імпульси від парасимпатичної частини автономної нервової системи стимулюються таким же чином. Разом з тим ацетилхолін є гальмівним медіатором для серця, судин, залоз шкіри.

### Біосинтез і деградація
Ацетилхолін синтезується в деяких нейронах за допомогою ензиму Холінацетилтрансфераза з молекул холіну та ацетил-КоА, гідролізується ферментом ацетилхолінестеразою. Органічні сполуки ртуті добре зв'язуються з тіоловими групами, що пояснює їх ефект блокування роботи холінацетилтрансферази. Це блокування може привести до ацетилхолінової недостатності та вплинути на роботу м'язів.
Зазвичай фермент ацетилхолінестераза перетворює ацетилхолін на неактивні метаболіти холін та оцтову кислоту. Різкий ефект нервових агентів[джерело?] зумовлений блокуванням цього ензиму, призводить до безперервної стимуляції м'язів, залоз та центральної нервової системи.
Деякі інсектициди ефективні завдяки блокуванню цього ферменту в комах. Недостатній синтез ацетилхоліну у мозку спостерігається при хворобі Альцгеймера, тому блокатори ацетилхолінестерази (руйнівника ацетилхоліну) вважаються потенційними лікарськими засобами проти цієї хвороби[джерело?].

## Секреторні зони
Ацетилхолін виділяється в:
- ЦНС нейронах у трьох ключових зонах
  - Дорзолатеральний міст, який має багато цілей у всьому мозку та включений у ШРО-сон
  - Базальний передній мозок, основне джерело холінергічної іннервації кортексу, що бере участь у полегшенні навчання
  - Прозора перегородка[en] (лат. septum pellucidum), що проектується на значну частину лімбічної системи, та може викликати ритмічну активацію у гіпокампі, важливу для навчання
  - багато асоціативних нейронів базальних гангліїв також холінергічні
- деякі нейрони ПНС, включаючи
  - мотонейрони соматичної нервової системи, які викликають скорочення посмугованих м'язів
  - автономна нервова система:
    - пре- та пост-гангліонарні парасимпатичні нейрони
    - прегангліонарні симпатичні нейрони (та також постгангліонарні судинорухові нейрони, тобто ті, що контролюють виділення поту)

Токсин ботулізму пригнічує виділення ацетилхоліну, а отрута павука чорна вдова (Latrodectus mactans) має зворотний ефект.[джерело?]

## Фармакологія
Існують два основних класи холінорецепторів (AChR): нікотинові та мускаринові. Вони так названі за токсинами, які є лігандами та активаторами кожного з класів — нікотином (присутній у пасльонових рослин) і мускарином (токсином мухомору).

### Нікотинові рецептори
Нікотинові AChR'и є іонотропними рецепторами, пропускаючи іони натрію, калію та хлору. Вони стимулюються нікотином та блокуються отрутою кураре. Усі периферичні AChR'и нікотинові, наприклад, ті що у серці чи на нейром'язових з'єднаннях. Вони також знайдені у мозку, але в невеликій кількості.[джерело?]

### Мускаринові рецептори
Мускаринові рецептори метаботропні, належать до класу рецепторів, спряжених із G-білками та діють довше, активуються мускарином та блокуються атропіном. Екстракти цієї рослини містять цю речовину, та її дія на мускаринові AChR'и що викликають розширення зіниці раніше застосувалися у багатьох європейських країнах. Тепер ACh інколи використовується при хірургії катаракти щоб викликати швидке розширення зіниці. Він повинен бути доставлений інтраокулярно, тому що холінестераза рогової оболонки метаболізує ацетилхолін з поверхні до того, як він може дифундувати в око. Препарат продається під торговельною маркою «Міокол-Е» (Miochol-E, CIBA Vision)[джерело?]. Подібні ліки використовуються, щоб викликати мідріаз (розширення зіниці) при кардіопульмонарній реанімації (CPR) та багатьох інших ситуаціях.[джерело?]

## Патології і використання у медицині
Міастенія, що характеризується слабкістю м'язів та втомою виникає тоді, коли тіло виробляє автоантитіла проти ацетилхолінових рецепторів, і тому пригнічує відповідну передачу ацетилхолінових сигналів. Ліки ефективні проти цього захворювання — блокатори ацетилхолінестерази (наприклад, неостигмін та піридостігмін).
Блокування чи стимулювання дії ацетилхоліну широко використовується в медицині.
Інгібітори ацетилхолінестерази підвищують дію ацетилхоліну, затримуючи його розпад; деякі використовуються як нервові агенти або пестициди. Клінічно застосування щоб звернути дію м'язових релаксантів, щоб лікувати міастенію та хворобу Альцгеймера (рівастигмін, що підвищує холінергічну активність мозку).

### Агоністи ACh-рецепторів
- карбахол[en]

### Антагоністи ACh-рецепторів
- суругатоксін[en]
- триметафан[en]
- мекаміламін[en]

## У рослин
Зустрічається у жалючому соку листя кропиви жалкої (Urtica urens L.). Разом з гістаміном, потрапляючи до ранки на шкірі, діють на нервові закінчення, викликаючи печію та свербіж.

## Історія відкриття
Ацетилхолін (ACh) був уперше виділений у 1914 Генрі Галлетом Дейлом по його дії на серцеву тканину. Підтверджений як нейротрансмітер Отто Леві, який спершу дав йому ім'я «ваґусштоф» (vagusstoff) за латинською назвою блукаючого нерва, звідки його було виділено.
Обидва вчені отримали Нобелівську премію з медицини (1936).